# عبي (صباح)

تعديل مصدري - تعديل

عبي هي إحدى قرى عزلة صباح بمديرية صباح التابعة لمحافظة البيضاء، بلغ تعداد سكانها 1373 نسمة حسب تعداد اليمن لعام 2004.